# Federació Catalana de Motociclisme
La Federació Catalana de Motociclisme (FCM), és l'òrgan rector d'aquest esport a Catalunya, territori on s'encarrega de la gestió i coordinació de la pràctica del motociclisme esportiu en totes les seves disciplines. Constituïda el 19 de desembre de 1944, la FCM està presidida per Salvador "Tato" Prat Lebrero i té la seu a Barcelona, així com delegacions a Girona, Lleida i Tarragona. Forma part de la Unió de Federacions Esportives de Catalunya.
Representa la Reial Federació Motociclista Espanyola (RFME) amb caràcter exclusiu dins el territori de Catalunya, i les normes i els reglaments de la federació estatal només són aplicables a la FCM i als seus afiliats quan aquest actuïn en competicions oficials d'àmbit estatal.

## Organització

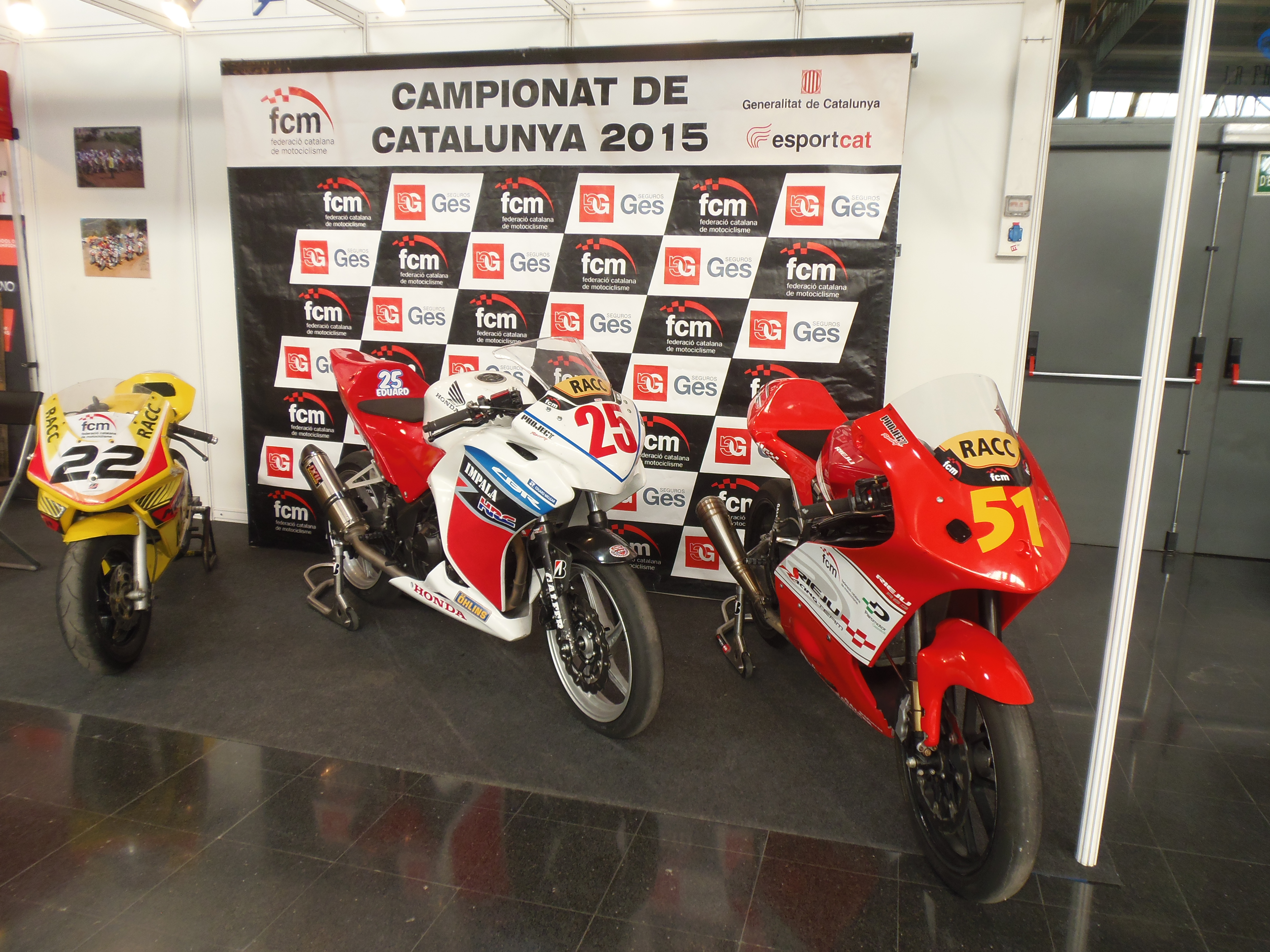
Estand de la FCM al Saló BCN Moto del 2015

Les disciplines que regula ara per ara la Federació Catalana són les següents:
- Motocròs
- Motociclisme de velocitat
- Resistència
- Trial
- Enduro
- Quads

La FCM disposa dels següents òrgans consultius i tècnics:
a) Comissió esportiva.
b) Comissió d'oficials de prova.
c) Comissió tècnica.
d) Escola de tècnics.
e) Comissió de Medi Ambient.
f) Comissió de trànsit i usuari.

## Presidents

### Ignasi Sagnier Vidal(1944-1957)
El mes de juliol de 1939, en acabar la Guerra Civil, va estar designat delegat responsable de motociclisme a Catalunya per part del Comitè Olímpic Espanyol i el Consejo Nacional de Deportes i va ser el primer president de la Federació Catalano-Balear creada per la Delegación Nacional de Deportes el mes de juny de l'any 1944. Va ocupar la presidència fins al 8 de gener de 1957, quan va ser nomenat vicepresident segon de la Federació Espanyola.

### Miquel Elizalde Viada (1957-1962)
Com a pilot de motos, va participar en proves de resistència. Com a dirigent, va participar en l'organització de diverses proves motociclistes i automobilístiques, algunes com a comissari, abans d'arribar a la presidència de la Federació.

### Ignasi Ribas Noguer (1963-1969)
Expilot de motos, vocal mèdic del Reial Moto Club de Catalunya i president i soci número 2 de la Penya Motorista 10 per Hora, va presidir la federació entre el 27 de gener de 1963 i el 16 de juliol de 1969. Durant els anys cinquanta ja havia fet de comissari esportiu de la Federació Espanyola i col·laborava com a metge en la majoria de proves que s'organitzaven a Catalunya. Va ser també creador del Ral·li Costa Brava i impulsor de la Volta al Vallès, i durant la seva presidència va protagonitzar una etapa de gran expansió del motociclisme. El mes de febrer de 1968 va ocupar una de les vicepresidències de la Federació Espanyola. El 1983, va formar part de la Comissió Gestora que va redactar els Estatuts de la nova Federació Catalana amb entitat jurídica pròpia atorgada per la Generalitat de Catalunya.

### Miquel Torelló Ripoll (1969-1971)
Expilot de cotxes i motos, el 1954, va donar 775 voltes al circuit urbà de Pedralbes amb una Mobilette rodant durant sis dies sense interrupció en companyia de tres amics més. Anys després, va destacar com a pilot, tant de cotxes com de motos, participant en ral·lis, proves d'enduro i trial abans de passar a les tasques directives, que finalment el van portar fins a la presidència de la federació.

### Julià Maria Valon Cunillera (1971)
President del Reial Moto Club de Catalunya entre 1968 i 1973, va ser també president del Moto Club Ruta, que el 1962 va organitzar per primera vegada a Espanya una prova del Mundial de motocròs a Pedralbes; president de la Federació Catalana de Karts, que va existir un temps abans d'integrar-se a la Federació Catalana d'Automobilisme, en la qual també va presidir el Comitè de Kàrting; director adjunt del Ral·li de Catalunya, i membre de la directiva de la Federació Espanyola de Motociclisme. Va ser nomenat president el novembre de 1971, però el mes de desembre la Federació Espanyola va suprimir totes les federacions territorials i va desaparèixer la Federació Catalana.

### Xavier Esteller Frigola(1972-1983)
Secretari de la Penya Motorista Barcelona entre 1948 i 1951 i secretari de la Federació entre 1956 i 1971 fins que es va dividir en quatre delegacions provincials. El 1972 va ser encarregat per la Reial Federació Espanyola de Motociclisme a Barcelona, de la delegació de Barcelona, que va ser la que va dominar, malgrat que n'hi va haver també a Girona, Lleida i Tarragona. En l'àmbit de l'automobilisme va guanyar dues vegades el Ral·li de Tarragona com a copilot de Jaume Bähr, i en motociclisme el 1932, va patir un greu accident a Montjuïc, i es va haver de retirar. Posteriorment va estar a càrrec del cronometratge de les 24 Hores de Montjuïc durant vint-i-dos anys. També va ser el director dels quatre Grans Premis d'Espanya puntuables per al mundial que es van fer a Montjuïc entre 1970 i 1976. El 1984 es va incorporar a la directiva del RMC de Catalunya, del qual va ser vicepresident de 1989 a 1991.

### Joaquim Culebras Orriols (1983-1986)
Va presidir la comissió gestora que es va formar el desembre de 1983 per iniciar els tràmits per crear la Federació Catalana de Motociclisme com un ens amb entitat jurídica pròpia, fins que el 1986 va dimitir perquè la Reial Federació Espanyola de Motociclisme dilatava el procés de constitució de la nova federació, i durant cinc mesos el va substituir Martí Gelabert. Va ser membre de la junta directiva del Moto Club Esplugues, entitat que era molt coneguda per l'organització de la prova del Campionat d'Espanya de motocròs que es disputava al circuit de Ciutat Diagonal i del Campionat d'Espanya de velocitat.

### Marià Arisó Espinal (1986-1992)
Va ser vicepresident de la Federació Espanyola del 1984 al 1985 i el 28 de juny de 1986 va guanyar la presidència de la Federació Catalana. Durant el seu mandat va crear la llicència autonòmica, la remodelació i ampliació del Circuit de Calafat (1987-1988), i la inauguració del nou Circuit de Catalunya a Montmeló (1991). Entre altres càrrecs d'àmbit esportiu, també va ser membre del del Comitè Olímpic de Catalunya (1989) i vocal del Consell d'Administració del RCD Espanyol.

### Joan Pañella de Agustín (1992-1996)
Va ser un bon pilot motociclista que va guanyar diverses proves en diferents disciplines, especialment de regularitat, i va ser president de la Penya Motorista Barcelona. Va entrar a la federació el 1986, formant part de la junta directiva de Marià Arisó com a vocal i president de la Comissió Esportiva. Va morir quan tenia cinquanta-cinc anys, i en el seu record la Penya Motorista Barcelona va crear dos anys després, el Ral·li Individual de Regularitat Memorial Joan Pañella.

### Àngel Viladoms Generó (1996-2012)
Sorgit del Moto Club Manresa, abans de presidir la Federació Catalana va ser delegat de velocitat i president de la seva Comissió Esportiva, i membre de la comissió tècnica de la Federació Espanyola, de la qual va ser vicepresident des de 2008. Va accedir a la presidència de la Federació Catalana l'1 de juny de 1996 com a candidat únic i hi va ser fins al 2012. Durant el seu mandat, la Federació Catalana es va modernitzar i el motociclisme català va créixer en totes les seves disciplines fins a assolir un gran prestigi, en gran manera gràcies a la tasca desenvolupada en equip amb l'aleshores vicepresident de la federació, Joan Moreta.
Un dels seus grans projectes va ser el Parcmotor de Castellolí, pensat per acollir totes les especialitats del motor i en el qual també va participar la Generalitat de Catalunya. El 2002 es va estrenar el circuit de motocròs, el 2009 el de velocitat, i va ser el president de la Fundació Catalana per l'Esport del Motor que gestionava el complex. Des del 2012 presideix la federació estatal (RFME).

### Josep Abad Pous (2012-2016)
Membre de la junta directiva del Motor Club Terrassa des de l'any 1980, va ser elegit president el 2 de maig de 2012. Ja havia estat membre de la junta directiva de 1996 a 2008 i de la Reial Federació Motociclista Espanyola (RFME) de 2000 a 2008, i també havia ocupat càrrecs en els consells de direcció de la Unió Europea de Motociclisme, de 2006 a 2008, i de la Federació Internacional de Motociclisme, de la qual va ser auditor intern de 2005 a 2008.

### Josep Maria Mañé Navarro (2016- 2022)
Persona molt vinculada al motociclisme des de ben jove. Va aconseguir el subcampionat de Catalunya d'Enduro l'any 1982. Més endavant, Mañé va exercir funcions de cronometrador, una tasca que el conduiria a ser cap de cronometratge del Circuit de Barcelona-Catalunya, i col·laborador habitual de la FCM. D'altra banda, Josep Maria Mañé forma part de la Junta Directiva del Moto Club Segre des de l'any 1983. També va exercir el càrrec de Vicepresident de la Federació Catalana de Motociclisme abans d'esdevenir-ne President.

### Salvador "Tato" Prat Lebrero (2022- actualitat)
Tato Prat (Terrassa, 30 de novembre de 1963) va ser nomenat nou President de la FCM el 10 de juny de 2022. Prat ha tingut sempre un estret lligam amb el món del motociclisme. Com a pilot, va destacar principalment en la disciplina de l’enduro, participant en competicions d’àmbit català, nacional i internacional des de finals dels anys 70 fins a principis dels anys 90. Posteriorment, va practicar una de les seves altres grans passions, el trial.
A mitjans dels anys 90, Tato Prat va iniciar-se en l’organització d’esdeveniments motociclistes, sempre de la mà del seu club, el Moto Club Terrassa, el qual ha presidit els darrers quatre anys. El seu interès en l’organització de curses el va dur, més endavant, a exercir de comissari FIM.